# Parafia Matki Bożej Częstochowskiej w Podhorcach
Parafia Matki Bożej Częstochowskiej w Podhorcach – parafia rzymskokatolicka znajdująca się w dekanacie Tomaszów-Północ, w diecezji zamojsko-lubaczowskiej. 
Parafia została erygowana w dniu 3 października 1919 roku, dekretem ówczesnego biskupa lubelskiego, Mariana Fulmana.
Do parafii należą wierni z następujących miejscowości: Justynówka, Klekacz, Majdanek-Kolonia, Nowa Wieś, Kolonia Podhorce, Podhorce, Przecinka, Przecinka-Kolonia, Typin-Kolonia. 
Liczba mieszkańców: 1150.